# Leptonota sepium
Leptonota sepium là một loài bọ cánh cứng trong họ Cerambycidae.